# Sainey Sissohore
Sainey Sissohore (geb. am 30. Dezember 1998)  ist eine gambische Fußballspielerin und Fußballfunktionärin.

## Leben und Laufbahn
Sissohore wuchs mit einem Zwillingsgeschwister bei ihrer Mutter Salimatou Sidibeh Sissohore auf, die alleinerziehend war.
Sissohore begann erst 2012 mit dem Fußballspielen. Von der Assistenztrainerin des Nationalteams, Choro Mbenga, wurde sie bei einem Schulturnier entdeckt. Sissohore ist Linksfüßerin.
Sie begann ihre Karriere bei Abuko United, wo sie später auch Spielführerin wurde und trat 2012 mit dem gambischen U-17-Team bei der U-17-Fußball-Weltmeisterschaft der Frauen in Aserbaidschan an. Beim Einsatz gegen Nordkorea war sie mit 13 Jahren und 267 Tagen die jüngste Spielerin und im Spiel gegen Frankreich auch die jüngste Torschützin in der Geschichte des Turniers. Gambia verlor jedoch alle drei Gruppenspiele deutlich und wurde Gruppenletzter.
Ende 2012 spielte sie für den Berewuleng FC.
2015 trat sie als Botschafterin für das Projekt Live your Goals des Fußball-Weltverbands FIFA in Erscheinung.
Im August 2015 wurde sie als Nachfolgerin von Choro Mbenga Frauenfußballbeauftragte der Gambia Football Federation (GFF) und beendete aus diesem Anlass mit 18 Jahren ihre Fußballkarriere.